# NBA G League 2024-2025
La stagione della NBA G League 2024-2025 è stata la 24ª edizione del campionato NBA G League.

## Squadre partecipanti

### Cambiamenti
- Gli Ontario Clippers sono stati trasferiti a San Diego, e sono stati ridenominati San Diego Clippers.
- Dopo 4 stagioni, la NBA ha deciso di ritirare dal torneo la squadra di G League Ignite.
- Al posto del team Ignite, entrano a far parte della lega i Valley Suns, squadra affiliata ai Phoenix Suns con sede a Tempe, in Arizona. Tutte e 30 le franchigie NBA hanno una squadra affiliata in G League per la prima volta nella storia.
- La Showcase Cup è stata rinominata Tip-Off Tournament.

### Elenco
- Austin Spurs
- Birm. Squadron
- Capital C. Go-Go
- Capitanes C.M.
- C.P. Skyhawks
- Cleveland Charge
- Del. Blue Coats
- G. Rapids Gold
- Greens. Swarm

- Iowa Wolves
- Indiana Mad Ants
- Long Island Nets
- Maine Celtics
- Memphis Hustle
- Motor City Cruise
- Oklahoma Blue
- Osceola Magic
- Raptors 905

- R.G.V. Vipers
- Rip City Remix
- S.L.C. Stars
- S.C. Warriors
- S.D. Clippers
- S. Falls Skyforce
- South Bay Lakers
- Stockton Kings
- Texas Legends
- Valley Suns
- Westch. Knicks
- Windy City Bulls
- Wisconsin Herd

## Stagione regolare

### Eastern Conference
|                   | V  | S  | V%   | PR |
| ----------------- | -- | -- | ---- | -- |
| Osceola Magic     | 22 | 12 | .647 | 0  |
| Westch. Knicks    | 22 | 12 | .647 | 0  |
| Maine Celtics     | 21 | 13 | .618 | 1  |
| Indiana Mad Ants  | 20 | 14 | .588 | 2  |
| Greens. Swarm     | 20 | 14 | .588 | 2  |
| Capital C. Go-Go  | 20 | 14 | .588 | 2  |
| Motor City Cruise | 19 | 15 | .559 | 3  |
| Wisconsin Herd    | 19 | 15 | .559 | 3  |
| C.P. Skyhawks     | 17 | 17 | .500 | 5  |
| Long Island Nets  | 17 | 17 | .500 | 5  |
| Cleveland Charge  | 16 | 18 | .471 | 6  |
| G. Rapids Gold    | 15 | 19 | .441 | 7  |
| Del. Blue Coats   | 14 | 20 | .412 | 8  |
| Raptors 905       | 13 | 21 | .382 | 9  |
| Birm. Squadron    | 12 | 22 | .353 | 10 |
| Windy City Bulls  | 11 | 23 | .324 | 11 |

### Western Conference
|                   | V  | S  | V%   | PR |
| ----------------- | -- | -- | ---- | -- |
| Stockton Kings    | 22 | 12 | .647 | 0  |
| Austin Spurs      | 22 | 12 | .647 | 0  |
| S.L.C. Stars      | 21 | 13 | .618 | 1  |
| S.C. Warriors     | 20 | 14 | .588 | 2  |
| Valley Suns       | 20 | 14 | .588 | 2  |
| R.G.V. Vipers     | 20 | 14 | .588 | 2  |
| Oklahoma Blue     | 18 | 16 | .529 | 4  |
| S. Falls Skyforce | 18 | 16 | .529 | 4  |
| South Bay Lakers  | 16 | 18 | .471 | 6  |
| Capitanes C.M.    | 16 | 18 | .471 | 6  |
| Memphis Hustle    | 15 | 19 | .441 | 7  |
| Rip City Remix    | 14 | 20 | .412 | 8  |
| S.D. Clippers     | 12 | 22 | .353 | 10 |
| Texas Legends     | 8  | 26 | .235 | 14 |
| Iowa Wolves       | 7  | 27 | .206 | 15 |

      Ammesse ai playoff.

## Statistiche
| Categoria                 | Giocatore      | Squadra          | Statistica |
| ------------------------- | -------------- | ---------------- | ---------- |
| Punti per partita         | Bryce McGowens | Rip City Remix   | 29,2       |
| Assist per partita        | Yuri Collins   | S.C. Warriors    | 10,5       |
| Rimbalzi per partita      | Oscar Tshiebwe | S.L.C. Stars     | 19,1       |
| Palle rubate per partita  | Braxton Key    | South Bay Lakers | 2,9        |
| Stoppate per partita      | Ibou Badji     | Wisconsin Herd   | 3,4        |
| Minuti per partita        | Raymond Dennis | Indiana Mad Ants | 39,0       |
| Tiri dal campo realizzati | Hason Ward     | Maine Celtics    | 68,4%      |
| Tiri liberi realizzati    | Cormac Ryan    | Oklahoma Blue    | 98,2%      |
| Tiri da tre realizzati    | Jamison Battle | Raptors 905      | 54,1%      |

## Premi
| Premio                                              | Giocatore       | Squadra        |
| --------------------------------------------------- | --------------- | -------------- |
| NBA G League Most Valuable Player Award             | JD Davison      | Maine Celtics  |
| NBA G League Rookie of the Year Award               | Trey Alexander  | G. Rapids Gold |
| NBA G League Defensive Player of the Year Award     | Braxton Key     | S.C. Warriors  |
| NBA G League Most Improved Player Award             | Elijah Harkless | S.L.C. Stars   |
| Jason Collier Sportsmanship Award                   | Galen Robinson  | Birm. Squadron |
| NBA G League Coach of the Year Award                | Scott King      | Austin Spurs   |
| NBA G League Basketball Executive of the Year Award | Ryan Borges     | Westch. Knicks |